# Yūji Naka
Yūji Naka (jap. 中裕司 Naka Yūji; ur. 17 września 1965 r. w Hirakacie, w prefekturze Ōsaka w Japonii) – projektant gier komputerowych, programista, były szef Sonic Team, grupy programistów/projektantów firmy Sega i obecny szef PROPE.
Jest nazywany „ojcem” słynnego w świecie gier wideo bohatera Sonic the Hedgehog. To on zaprogramował pierwszą grę z serii Sonic the Hedgehog. Jest również współautorem innych znanych gier, jak np.: NiGHTS Into Dreams czy Phantasy Star Online. Należy do niewielu japońskich twórców gier, którzy potrafią płynnie mówić po angielsku.